# オッパウ大爆発
オッパウ大爆発（オッパウだいばくはつ、独: Explosion des Oppauer Stickstoffwerkes）は、1921年9月21日に、ドイツ南西部の町・オッパウで当時操業していた、BASF社の化学薬品工場で発生した爆発事故である。

## オッパウの化学薬品工場
当時のオッパウは、ドイツ南西部ルートヴィヒスハーフェン近郊に位置する小さな町であった。現在ではルートヴィヒスハーフェンの一部となっている。
1913年、化学薬品会社であるバーディシェ・アニリン・ウント・ソーダ・ファブリーク社 (BASF／独：Badische Anilin-und Soda-Fabrik AG) が、この町にハーバー・ボッシュ法を用いたアンモニア製造工場を作った。
ハーバー・ボッシュ法とは、空中の窒素と水素を高温高圧で触媒を使って反応させる空中窒素の固定によりアンモニアを作り出す方法で、それから硝酸を作り出した。硝酸は火薬の原材料であり、また硝酸アンモニウムと硫酸アンモニウムを混合すれば、肥料の一種である硫硝安混成肥料にもなる。
第一次世界大戦当時、この工場ではアンモニアが1日に約40トン生産されており、約4500トンの硫硝安混成肥料（硫酸アンモニウムと硝酸アンモニウムの1:2（モル比）複塩）が、「サイロ110」と呼ばれていた貯蔵庫に蓄えられていた。このサイロは半地下式であり、全長60m、幅30m、高さ20m、地下部分の深さ4mであった。

## 爆発事故の発生

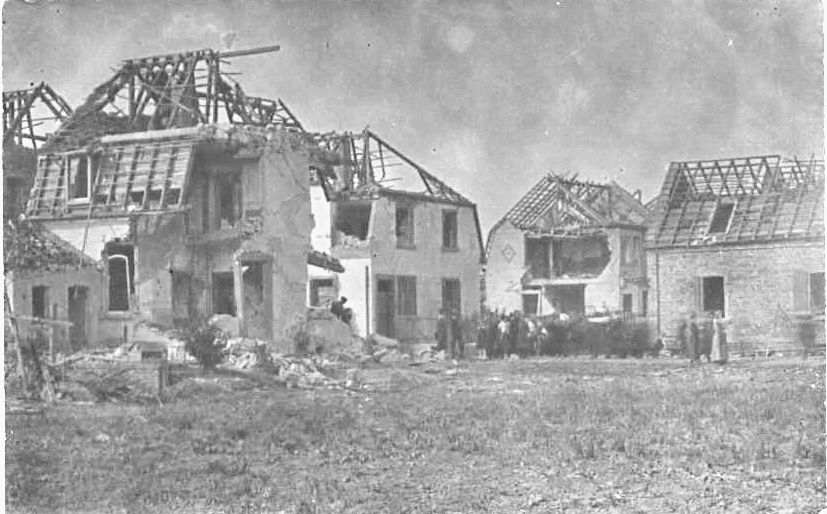
破壊された工場近隣の住宅

1921年9月21日の朝7時29分と31分の2回にわたり、この工場で大爆発が起こった。サイロに貯蔵されている硫硝安混成肥料は、吸湿して固化しており、その一部を出荷するためにダイナマイトで発破して崩す作業をした際、硫硝安混成肥料が起爆してしまい、大惨事となったものである。この発破作業は以前から監視下で行われており、大爆発が起こったこの日までに約3万回、無事故で行われてきた。
目撃者の証言によれば、最初に小規模な爆発があり、続いて大規模な爆発が起きたとしている。この証言を裏付けるように、オッパウから約250km離れたシュトゥットガルトの地震観測記録では、引き続いて起こった、2回の顕著な振動が捉えられている。

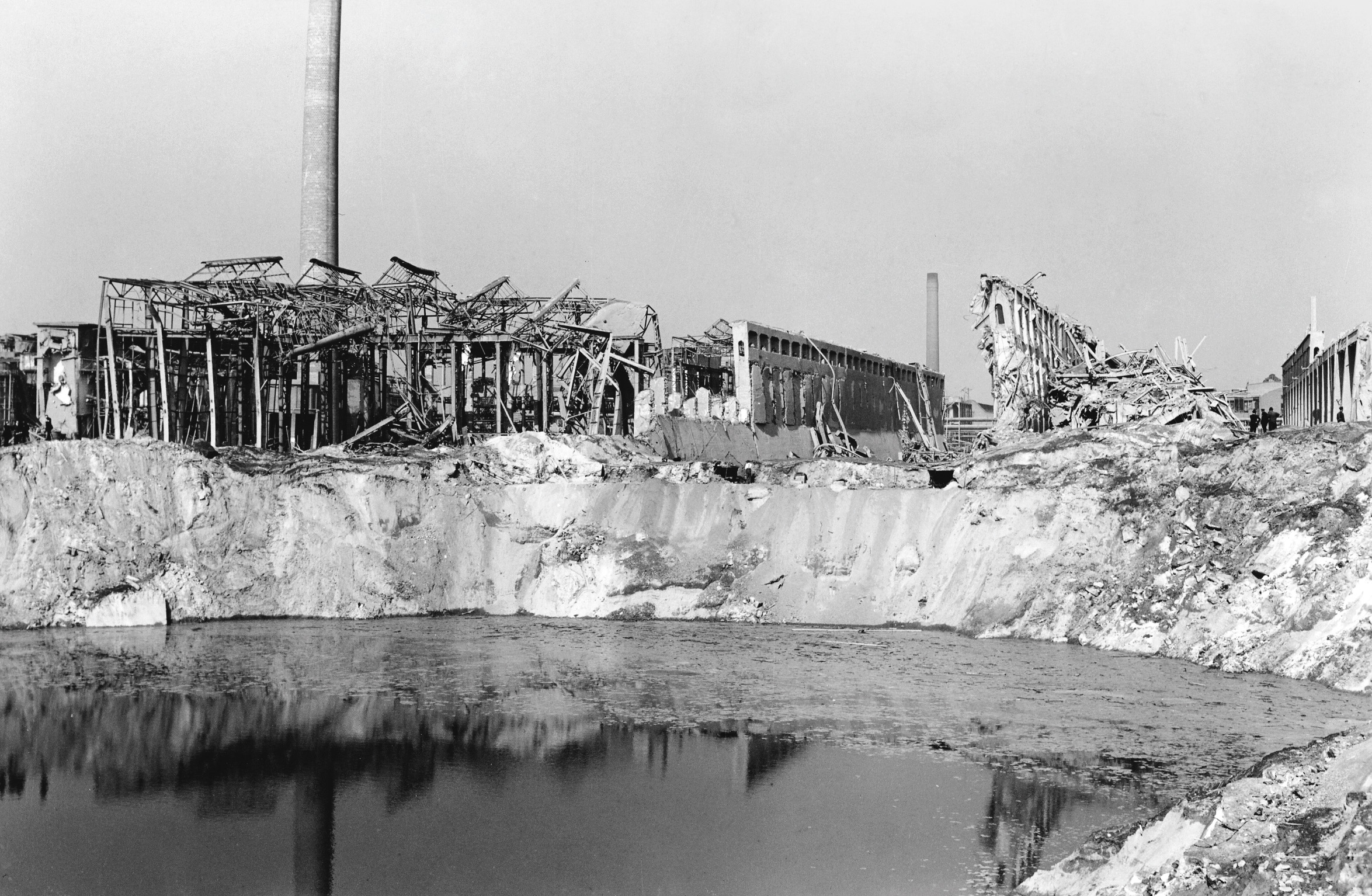
破壊された工場とクレーター

爆心地には、長径125m、短径90m、深さ20mのクレーターが残された。クレーターが偏平なのは、サイロの地下部分が偏平であったことが理由である可能性がある。
この大爆発で、工場の従業員など509人が死亡し、160人が行方不明となった。工場と近くの1000戸の家屋のうち約70％が破壊され、1952人が負傷した。
オッパウから約22km離れたハイデルベルクでは最初2度の爆発による地震が感じられ、次いで82秒たって爆風が吹きつけて窓や戸を壊し、ガスタンク、石油タンクや川に浮かぶ艀などに被害を与え、爆音と地震は230km離れたバイロイトでも観測された。工場の立地点には巨大な爆発孔だけが残された。

## その他
その後の調査で、約4500トンの硫硝安混成肥料すべてが爆発したわけではなく、専門家によれば、約10%、450トン程度の爆発であったと推定されている。一方、爆発の規模はTNT火薬で1-2kt程度という推定もあり、
内部エネルギーから考えて、450トンの硫硝安混成肥料でこの爆発力を達成することは不可能であるため、推定に矛盾が生じている。また、検証では、この複塩を爆発させることは非常に困難なことが判明しており、普通の爆発の試験法では爆発しないと判断される物質が、非常に大量の場合には爆発することもあることを示す事例であると解釈されている。